# 高冲水库
高冲水库是中国云南省红河哈尼族彝族自治州石屏县境内的一座水库，位于高冲河上，建于1958年。水库正常库容为957万立方米，集雨面积为3平方千米，海拔为1478.27米。